# Sociedad Estatal de Participaciones Industriales
Sociedad Estatal de Participaciones Industriales – hiszpański, państwowy holding przemysłowy i sukcesor Instituto Nacional de Industria. SEPI kontroluje wszystkie firmy państwowe w Hiszpanii, w 2010 roku było to 21 różnych przedsiębiorstw z 32 tysiącami pracowników.
Holdingi:
- Correos (Correos y telégrafos SA, firma pocztowa, 100%)
- Televisión Española (100%)
- European Aeronautic Defence and Space Company (5,6%)
- Navantia (plany prywatyzacyjne)
- Hunosa (górnictwo węgla)
- Red Eléctrica de España (przesył energii elektrycznej, 20%)
- Renfe (Red Nacional de Ferrocarriles Españoles, koleje państwowe, 100%)
- Iberia Airlines 5%